# Аподи (футболист)
Луис Диаллиссон де Соуза Алвес (порт. Luiz Diallisson de Souza Alves, более известный как Аподи; родился 13 декабря, 1986 года, Аподи, Бразилия) — бразильский футболист, защитник.

## Карьера
Соуза Алвес — воспитанник «Витории», за которую играл в 2005—2007 годах. В 2008—2012 годах играл в различных бразильских клубах.
10 января 2013 года перешёл в мексиканский клуб «Керетаро». 27 января в матче против «УАНЛ Тигрес» дебютировал в чемпионате Мексики. 24 августа того же года в матче против «Гвадалахары» забил первый гол за «Керетаро».
Зимой 2016 года перешёл в российский клуб «Кубань», подписав контракт на 2,5 года.

## Титулы
- Чемпион штата Минас-Жерайс (1): 2008
- Чемпион штата Санта-Катарина (1): 2017
- Чемпион штата Баия (2): 2007, 2009
- Чемпион штата Сеара (1): 2012